# سينثيا فلوود
سينثيا فلوود (بالإنجليزية: Cynthia Flood)‏ (17 سبتمبر 1940، تورونتو في كندا)؛ كاتِبة وروائية كندية.